# ESO 507-70
ESO 507-70 (również AM 1300-233) – galaktyka powstała wskutek zderzenia galaktyk, znajdująca się w gwiazdozbiorze Hydry w odległości około 300 milionów lat świetlnych od Ziemi. ESO 507-70 wygląda jak chaotyczne wiry gazu, pyłu i gwiazd bez ukształtowanych ramion spiralnych lub eliptycznej struktury.